# Episodi di The Coroner (seconda stagione)
La seconda stagione della serie televisiva The Coroner, composta da 10 episodi, è stata trasmessa sul canale britannico BBC One dal 21 novembre al 2 dicembre 2016.
In Italia la stagione è andata in onda su Rai 2 dal 23 luglio al 27 agosto 2017.
| nº | Titolo originale        | Titolo italiano          | Prima TV Regno Unito | Prima TV Italia |
| -- | ----------------------- | ------------------------ | -------------------- | --------------- |
| 1  | The Drop Zone           | Punto d'impatto          | 21 novembre 2016     | 23 luglio 2017  |
| 2  | Perfectly Formed        | Un mistero del passato   | 22 novembre 2016     | 30 luglio 2017  |
| 3  | Those in Peril          | Morte tra le onde        | 23 novembre 2016     | 6 agosto 2017   |
| 4  | The Beast of Lighthaven | La belva di Lighthaven   | 24 novembre 2016     | 6 agosto 2017   |
| 5  | The Captain's Pipe      | Echi dal passato         | 25 novembre 2016     | 13 agosto 2017  |
| 6  | Life                    | Una missione da compiere | 28 novembre 2016     | 13 agosto 2017  |
| 7  | Perfect Pair            | Tutto per amore          | 29 novembre 2016     | 20 agosto 2017  |
| 8  | The Foxby Affair        | Il caso Foxby            | 30 novembre 2016     | 20 agosto 2017  |
| 9  | Pieces of Eight         | I pirati                 | 1º dicembre 2016     | 27 agosto 2017  |
| 10 | Crash                   | L'incidente              | 2 dicembre 2016      | 27 agosto 2017  |